# Llista de fitxatges més cars del Futbol Club Barcelona
Llista dels fixatges més cars de la història de la secció de futbol del Futbol Club Barcelona:
1. Philippe Coutinho, comprat per 120 milions d'euros (més 40 milions variables), al Liverpool FC (2018).[1]
2. Ousmane Dembélé, comprat per 105 milions d'euros (més variables), al Dortmund (2017).[2]
3. Antoine Griezmann, comprat per 120 milions d'euros, a l'Atlètic de Madrid (2019)
4. Neymar, comprat per 87 milions d'euros, al Santos FC (2013).
5. Luis Suárez, comprat per 81 milions d'euros, al Liverpool FC (2014).
6. Frenkie de Jong, comprat per 75 milions d'euros (més 11 milions en variables) a l'Ajax d'Amsterdam (2019)
7. Zlatan Ibrahimović, comprat per 69 milions d'euros més Eto'o, a l'Inter (2009).Nota 1
8. Miralem Pjanic, comprat per 69 milions d'euros més Eto'o, a l'Inter (2009).Nota 1
9. David Villa, comprat per 40 milions d'euros, al València CF (2010).
10. Paulinho, comprat per 40 milions d'euros, al Guangzhou Evergrande (2017).[3]
11. Marc Overmars, comprat per 39,6 milions d'euros, a l'Arsenal FC (2000).
12. Clément Lenglet, comprat per 35,9 milions d'euros, al Sevilla FC (2018).[4]
13. Javier Saviola, comprat per 35,9 milions d'euros, al River Plate (2001).
14. Cesc Fàbregas, comprat per 34 milions d'euros (més 5 milions variables en funció de resultats), a l'Arsenal FC (2011).[5][6]
15. André Gomes, comprat per 35 milions d'euros, al València CF (2016).[7]
16. Arthur Melo, comprat per 31 milions d'euros (més 9 milions variables), al Grêmio Porto Alegre (2018).[8]
17. Daniel Alves, comprat per 29,5 milions d'euros, al Sevilla FC (2008).
18. Ronaldinho, comprat per 27 milions d'euros, al París Saint-Germain (2003).
19. Alexis Sánchez, comprat per 26 milions d'euros (més 11,5 en variables), a l'Udinese Calcio (2011).
20. Dmitrò Txigrinski, comprat per 25 milions d'euros, al FC Xakhtar Donetsk (2009).
21. Rivaldo, comprat per 24 milions d'euros, al Deportivo (1997).
22. Samuel Eto'o, comprat per 24 milions d'euros, al Real Mallorca i Reial Madrid (2004).
23. Thierry Henry, comprat per 24 milions d'euros, a l'Arsenal FC (2007).
24. Gerard López, comprat per 21,6 milions d'euros, al València CF (2000).
25. Geovanni, comprat per 21,3 milions d'euros, al Grêmio Porto Alegre (2001).
26. Gabriel Milito, comprat per 20,5 milions d'euros, al Reial Saragossa (2007).
27. Alex Song, comprat per 19 milions d'euros, a l'Arsenal FC[9] (2012)
28. Anderson, comprat per 18 milions d'euros, a l'AS Mònaco (1997).
29. Deco, comprat per 18 milions d'euros, al FC Porto (2004).
30. Martín Cáceres, comprat per 16,5 milions d'euros, al Vila-real CF (2008).
31. Ronaldo, comprat per 15 milions d'euros, al PSV Eindhoven (1996).
32. Dani, comprat per 15 milions d'euros, al Real Mallorca (1997).
33. Hleb, comprat per 15 milions d'euros, a l'Arsenal FC (2008).
34. Jordi Alba, comprat per 14 milions d'euros al València CF (2012)[10]